# 玉川上水
玉川上水（たまがわじょうすい）は、江戸市中への飲料水が流れていた上水道。江戸の六上水の一つ。
江戸時代前期の1653年（承応2年）に多摩川の羽村から四谷までの高低差92.3メートルの間に全長42.74キロメートルが築かれた。取水口から送水先までは全て現代の東京都内にあり、一部区間は現在でも東京都水道局の現役の水道施設として活用されている。

## 解説
羽村取水堰で多摩川から取水し、武蔵野台地を東流し、現在の四谷四丁目交差点付近にあった四谷大木戸に付設された「水番所」（水番屋）を経て、江戸市中へと分配されていた。羽村市から大木戸までの約43キロメートルは全て露天掘りで、水番所以下は木樋や石樋を用いた地下水道である。羽村から四谷大木戸までの本線は武蔵野台地の尾根筋を選んで引かれているほか、大規模な分水路もおおむね武蔵野台地内の河川の分水嶺を選んで引かれている。
1722年（享保7年）以降の新田開発によって、野火止用水や千川上水など多くの分水（用水路）が開削されて武蔵野の農地へも水を供給し、農業生産にも大いに貢献した。

## 開削の経緯

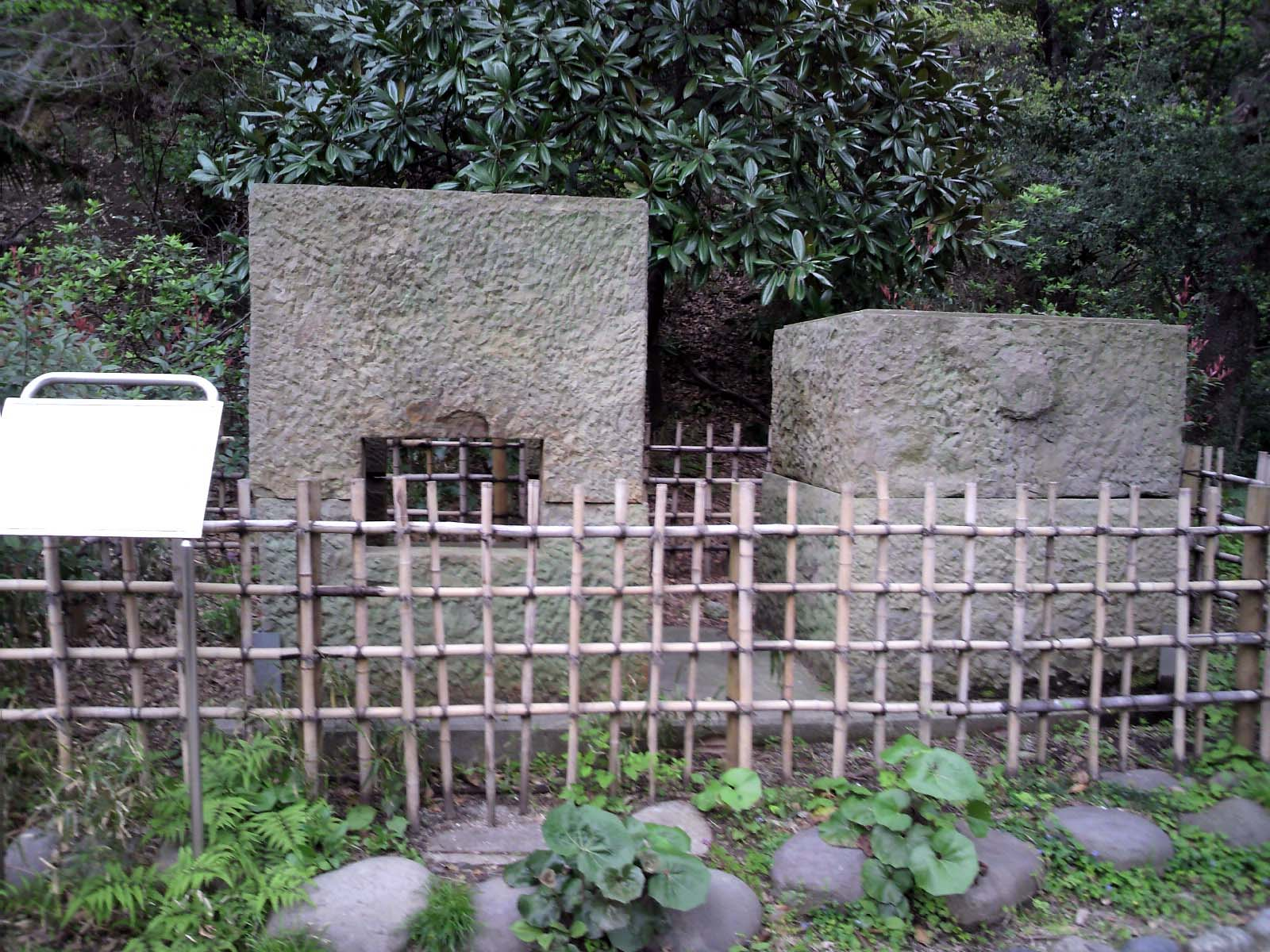
玉川上水からの水を市中に配水した、江戸時代の石枡（清水谷公園）

羽村取水堰近くに建つ玉川兄弟の像

井の頭の湧水を利用する為に、鈴木氏と秦氏（久我山氏）の両豪族によって井の頭池から高井戸の区間が掘削され、更に高井戸から北沢用水として上北沢方面へ分水がされていた。『玉川上水起元』（1803年）によれば、承応元年（1652年）11月、幕府により江戸の飲料水不足を解消するため多摩川からの上水開削が計画された。工事の総奉行に老中で川越藩主の松平信綱、水道奉行に伊奈忠治（没後は忠克）が就き、庄右衛門・清右衛門兄弟（玉川兄弟）が工事を請負った。資金として公儀より6000両（600,000,000円）もしくは7500両（750,000,000円）が拠出された。
幕府から玉川兄弟に工事実施の命が下ったのは承応2年（1653年）の正月で、同年4月4日に着工した。
羽村から四谷までの標高差が約100メートルしかなかったこともあり、引水工事は困難を極めた。当初は日野から取水しようとしたが、開削途中に試験通水を行ったところ“水喰土”（みずくらいど、浸透性の高い関東ローム層）に水が吸い込まれてしまい、流路を変更（「かなしい坂」参照）。2度目は福生を取水口としたが、同様に水喰土によって、もしくは岩盤に当たり失敗した。こうした事情を受けて、総奉行・松平信綱は家臣の川越藩士安松金右衛門を設計技師に起用。安松は第1案として「羽村地内尾作より五ノ神村懸り川崎村へ堀込み―」、第2案として「羽村地内阿蘇官より渡込み―」、第3案として「羽村前丸山裾より水を反させ、今水神の社を祀れる処に堰入、川縁通り堤築立―」を立案した。
この第3案に従って工事を再開した。しかし工費が嵩んだ結果、高井戸まで掘ったところで幕府から渡された資金が底をつき、兄弟は畑や家を売って費用に充てた。追加資金は3000両だった。承応2年（1653年）11月15日、着工から約8カ月後（承応2年は閏年で6月が2度ある）に羽村・四谷大木戸間を開通させた。そして承応3年（1654年）6月から江戸市中への通水が開始された。
庄右衛門・清右衛門は、この功績により玉川姓を許され、玉川上水役のお役目を命じられた。
なお、玉川上水の建設については記録が少なく、よく分かっていないことも多い。安松金右衛門については三田村鳶魚の『安松金右衛門』に詳しく記されている。

## 給水地域
玉川上水の給水地域は『御府内備考』に簡略で分かり易く説明されている。

## 上水の運営について

### 営繕
水上修復料銀が費用に充てられていた。

### 水番屋、水衛所
江戸の飲料水の貴重な水源であり、水質を守るため、洗い物、漁撈、水浴び、塵埃（ごみ）の投棄はご法度として厳重に取り締まられ、水路の両側幅3間での樹木や下草の採取も禁止されており、その旨を伝える元文4年（1739年）の高札が現存している。
羽村、代田村（現在の京王線代田橋駅付近）、および四谷大木戸には水番所（水番屋）が置かれ、水番人が詰めて塵芥の除去などを行っていた。このほか大木戸の水番所は、市中への配水量を調節しつつ、余った水を渋谷川（穏田川）へと放流する役割も行っていた。
近代になるとより多数の「水衛所」が置かれ、同様の管理を行ったが、淀橋浄水場の閉鎖とともに多くの水衛所は役割を終えた。現在は小平監視所が水質監視・管理の業務を行っている。

### 上水の桜
上水沿いには桜（ヤマザクラ）の木が多く植えられた。花見客に堤を踏み固めてもらうのと、桜の花びらが水質を浄化すると信じられていたことによる。なかでも「小金井の桜」は評判を得、江戸時代から第二次世界大戦前にかけて多くの花見客で賑わった。大正13年に国の名勝に指定された。

## 流域の自治体
東京都
羽村市、福生市、昭島市、立川市、小平市、小金井市、武蔵野市、西東京市、三鷹市、杉並区、世田谷区、渋谷区、新宿区

## 流路
この節では、玉川上水の流路について、現在の状況に基づいて概観する。
現在の玉川上水は、保存状態・利用状況の違いによって、おおまかに3つの区間に分けて考えることができる。
すなわち、上流から順に「多摩川からの導水路として今も供用されている区間」「清流復活事業によって少量の水を流している区間」「大部分が暗渠化され、水路としても水辺としても利用されていない区間」である。
以下では便宜的に、これらの区間をそれぞれ「上流部」「中流部」「下流部」と呼ぶこととする。

### 上流部（羽村取水堰から小平監視所まで）
江戸時代同様、多摩川から取水した水がそのまま流れ、水量も豊富な区間である。
羽村取水堰（東京都羽村市）からしばらくは多摩川にほぼ並行して南南東へ流れるが、拝島駅のすぐ東で向きを変え、以降は西武拝島線のやや南を東へ向かう。北から南へ流れる残堀川を立体交差で越え、玉川上水駅（西武拝島線・多摩都市モノレール）のすぐ南で多摩モノレールをくぐり、ほどなく小平監視所に至る。
多摩川水系は現在でも東京の上水源の1/3ほどを占めており、毎秒17.2立方メートルの水が水道用水の原水として利用されている。羽村取水堰で取水された水の大部分は、下流約500メートルに位置する第3水門（座標：北緯35度45分11.60秒 東経139度18分45.94秒 / 北緯35.7532222度 東経139.3127611度）から埋設鉄管によって山口貯水池（狭山湖）・村山貯水池（多摩湖）へ送水され、最終的には東村山浄水場（東村山市）で利用される。
残りの水はさらに下流、玉川上水駅付近の清願院橋から300メートルほど下流にある小平監視所（旧称:小平水衛所）で取水され、東村山浄水場、および現役の農業用水路である新堀用水の双方に送水されている。なお、小平監視所は、かつては玉川上水と野火止用水の分水地点であった。
- 羽村取水堰と多摩川
（羽村市、北緯35度45分20.95秒 東経139度18分32.06秒 / 北緯35.7558194度 東経139.3089056度）
- 取水堰直下の様子。大量の水が音をたてて流れ、「人喰い川」などと呼ばれた往時を偲ばせる。
（羽村市、北緯35度45分20.59秒 東経139度18分33.06秒 / 北緯35.7557194度 東経139.3091833度）
- 第3水門を過ぎると水量は減り、流れも穏やかになる。
（羽村市、北緯35度44分57.84秒 東経139度18分59.49秒 / 北緯35.7494000度 東経139.3165250度）
- 奥多摩街道沿い
（福生市大字福生、北緯35度44分26.02秒 東経139度19分19.13秒 / 北緯35.7405611度 東経139.3219806度）
- ゴルフ場の脇を流れる
（昭島市美堀町、北緯35度43分19.16秒 東経139度21分38.57秒 / 北緯35.7219889度 東経139.3607139度）
- 見影橋から上流方面。左側に小さな分水の取水口が見える。
（立川市砂川町3丁目、北緯35度43分41.57秒 東経139度23分41.87秒 / 北緯35.7282139度 東経139.3949639度）
- 小平監視所。多摩川からの水が見られるのはここまで。
（立川市幸町6丁目・小平市中島町、北緯35度43分49.63秒 東経139度25分22.98秒 / 北緯35.7304528度 東経139.4230500度）

### 中流部 （小平監視所から浅間橋まで）
東京都の清流復活事業に従って再生水を流している区間である。古くからの樹木がよく茂り、豊かな木立に覆われている箇所が多い。
小平監視所より下流は、かつては多量の水が淀橋浄水場まで送られていたものの、1965年（昭和40年）の同浄水場廃止とともに送水を停止し、以降は水道施設としての利用はない。その後、長く“空堀”状態であったが、1986年（昭和61年）、都の策定した「清流復活事業」により水流が復活した。昭島市宮沢町にある東京都下水道局多摩川上流水再生センターにて下水に高度二次処理を施した再生水が、このために送水されてきている。途中、JR武蔵境駅北方の境橋（旧武蔵国多摩郡上保谷村地先）付近で分水して千川上水へも再生水の20%を分流させている。
流路は一貫して東流、ないしは南東流を続ける。北方には石神井川（荒川水系）、南方には仙川（多摩川水系）が流れる。一橋大学小平キャンパスの傍らにある商大橋地点から前述の境橋までは五日市街道と併走し、その後境浄水場の脇を流れる。三鷹駅北口付近では一時的に暗渠となり地上部は遊歩道化されているが、駅直下から開渠に戻り、井の頭公園を横断し、神田川の500メートルばかり南方を並ぶようにして流れる。途中の牟礼橋（むればし）付近からは、流路を東京都市計画道路放射第5号線（東八道路と接続）の上下線が挟む形で並行する。
京王井の頭線富士見ヶ丘駅の南方、往時には橋が架かり浅間橋（せんげんばし）と呼ばれていた地点の付近で中央自動車道にぶつかる。開渠区間は浅間橋の200メートルほど上手でひとまず終わっており、清流復活事業の区間も当地点までとなっている。
- “清流復活“の源頭。小平監視所のすぐ下手にあり、「上水小橋」が架かる。
（立川市幸町6丁目・小平市中島町、北緯35度43分48.88秒 東経139度25分24.20秒 / 北緯35.7302444度 東経139.4233889度）
- 西中島橋からの玉川上水
（立川市幸町4丁目・小平市中島町、北緯35度43分41.74秒 東経139度25分48.59秒 / 北緯35.7282611度 東経139.4301639度）
- 小金井公園正門付近。無類の名所であった“小金井桜”の後裔にあたる桜木（画面左）がひっそりと遺る
（小金井市、北緯35度42分45.46秒 東経139度31分05.36秒 / 北緯35.7126278度 東経139.5181556度）
- 五日市街道と梶野橋
（小金井市関野町・緑町、北緯35度42分45.05秒 東経139度31分34.11秒 / 北緯35.7125139度 東経139.5261417度）
- 三鷹駅南口。中央奥やや右の欄干は三鷹橋。そこから右奥へ、再び玉川上水の緑が続く。
（三鷹市下連雀・武蔵野市御殿山）
- 住宅街中の渓谷といった風情を見せる
（三鷹市牟礼4丁目 ）
- 開渠の終了地点
（杉並区久我山、北緯35度40分51.16秒 東経139度36分14.37秒 / 北緯35.6808778度 東経139.6039917度）

### 下流部（浅間橋から水道局新宿営業所付近まで）
この区間では、一部の例外を除いて、水路のほとんどが暗渠化されている。しかしながら、道路の下になってしまった一部の区間を除き、大半の区間では流路の痕跡を辿ることができる。現在では、その多くは緑道や公園として整備されている。
浅間橋からしばらくの区間は、中央自動車道の下に隠れる形になり、同道建設時に暗渠化されている。
流水は1キロメートルほど地下を流れた後、環状八号線と交差するかつての中の橋地点にて同線に埋設された鉄管へと導かれ、京王井の頭線高井戸駅前付近で神田川に放流されている。
京王線上北沢駅北方地点から、流路は中央自動車道を離れ、公園として整備された形態がしばらく続く。やがて永福料金所付近で甲州街道に合流し、明治大学和泉キャンパス前を通る。1966年頃に玉川上水が暗渠化された後も同キャンパス正門右側に「明大橋」という説明柱と橋の欄干が残されている。京王井の頭線との交差地点では玉川上水が線路をまたぐ形になっており、地上に露出した巨大な鋼管を見ることができる。そのすぐ東には、流路の真上に立地する形で東京都水道局の和泉水圧調整所が設置されている。ここはかつて旧上水と玉川上水新水路との分岐点であった。北方にはそれまでと同様に神田川が流れ、南方には目黒川・渋谷川が流れる。
京王線代田橋駅付近から笹塚駅付近にかけては、一部区間（3か所）が暗渠化を免れて残っており、流れはほとんどないものの水を湛えていて、鯉や亀などの姿が見られる。これは付近の地層から湧出した地下水が流下しているものである。
京王線幡ヶ谷駅・初台駅間にある渋谷区の本町一丁目交差点地点から文化学園大学東方の西新宿二丁目交差点地点までは、1936年（昭和11年）以来、京王線の敷地として利用されている。当初は玉川上水に並行して電車が走っていたが、その後上水は暗渠化されて路線用地に転用された。現在は路線も地下化され、地上部は遊歩道などに再転用されている。
新宿駅近辺より東では、玉川上水の面影は再び途絶えるように見えるが、流路は地下に保全されている。1986年（昭和61年）の清流復活事業に際し行われた東京都の通水試験では終点の四谷大木戸まで通水可能であった。終点に近い新宿御苑付近では、旧上水は御苑北縁の道路下に埋設されていて、大雨時などの下水越流時には千駄ヶ谷幹線（穏田川）へ連なる排水路として利用されている。
地上には新宿区により「玉川上水を偲ぶ流れ」（玉川上水・内藤新宿分水散歩道）の整備が進められ、2012年3月に完成した。この流れの水源には新宿御苑トンネル共同溝内に湧出した水を使用している。
玉川上水の終点である旧四谷大木戸地点には東京都水道局新宿営業所及び新宿区立四谷区民センターがあり、傍らに「水道碑記」（すいどうのいしぶみのき）が建てられている。往時、ここに水番所があり、ここから先は埋設された石樋・木樋を通して江戸市中各地へと配水していた。
- 京王線桜上水駅北方地点。
下流部の多くはこのような遊歩道・公園になっている。
（杉並区下高井戸2丁目、北緯35度40分09.64秒 東経139度38分10.49秒 / 北緯35.6693444度 東経139.6362472度）
- 井の頭線を跨ぐ地点では巨大な鋼管が姿を見せる。
（杉並区永福1丁目・和泉2丁目、北緯35度40分16.28秒 東経139度38分59.96秒 / 北緯35.6711889度 東経139.6499889度）
- 京王線代田橋駅の上り線ホームから見る（北側）。水路の両側には桜の木が確認できる（2018年2月24日撮影）
- 代田橋駅至近の開渠部。水の匂いから、清冽な湧き水であることが感じられる
（世田谷区大原2丁目、北緯35度40分15.96秒 東経139度39分36.21秒 / 北緯35.6711000度 東経139.6600583度）
- 「三字橋」（みあざばし）の欄干（2009年9月）
（渋谷区代々木4丁目、北緯35度40分56.38秒 東経139度41分19.99秒 / 北緯35.6823278度 東経139.6888861度）
- 文化学園大学前付近。ここもかつての流路である。新宿駅地下にあった明治期の暗渠がモニュメントとして再現されている。
（渋谷区代々木3丁目、北緯35度41分12.46秒 東経139度41分42.69秒 / 北緯35.6867944度 東経139.6951917度）
- 新宿御苑北縁の“散歩道”[16]。
直下にあるトンネルに湧く水を汲み上げて利用。トンネルに並行して玉川上水の遺構が埋まっている。
（新宿区内藤町・新宿1丁目、北緯35度41分15.97秒 東経139度42分42.52秒 / 北緯35.6877694度 東経139.7118111度）
- 同左（2010年4月25日撮影）

### 玉川上水新水路
1898年（明治31年）、淀橋浄水場の新設に伴い、現在の和泉給水所地点から浄水場まで定規で引いたような一直線の水路が開削され、これを新水路と呼んだ。1921年の龍ヶ崎地震で一部が損壊したが、後に旧水路から新水路への揚水用ポンプ8台が畠山一清による寄付で設置された。関東大震災の発生時には、隧道部の損壊や盛土が崩壊して水路が決壊したため、旧水路と揚水用ポンプが利用された。1937年（昭和12年）には、代わりとなる導水管が甲州街道の下に埋設され、新水路は廃止された。跡地のほとんどは、水道道路と都営住宅に転用されている。

## 上水の分水
『上水記』によれば、玉川上水からは飲料および灌漑目的で33の分水が作られ、武蔵国内で新田や畑の開発が行われる。明治3年（1870年）には、複数の分水口をまとめる分水口改正が行われ、取水箇所の整理が行われた。一方、明治期に新たに開設された分水も存在する。
主な分水口
| - 福生分水口⇒福生分水 - 熊川分水口⇒熊川分水 - 拝島分水口⇒拝島分水（現在は暗渠） - 殿ヶ谷分水口⇒殿ヶ谷分水（廃止） - 立川分水口⇒柴崎分水、砂川分水 | - 小平監視所⇒野火止用水、新堀用水、小川用水… - 千川分水口⇒千川上水 - 品川分水口⇒品川分水（廃止） - 牟礼分水口⇒牟礼分水（廃止） | - 烏山分水口⇒烏山川（廃止） - 北沢分水口⇒北沢川（廃止） - 幡ヶ谷分水口⇒和泉川（廃止） - 三田分水口⇒三田用水（廃止） - 助水堀分水口⇒神田上水助水堀（廃止） |

ほかに恋ヶ窪用水、田無用水、鈴木用水、仙川分水、原宿村分水など。

## 沿革

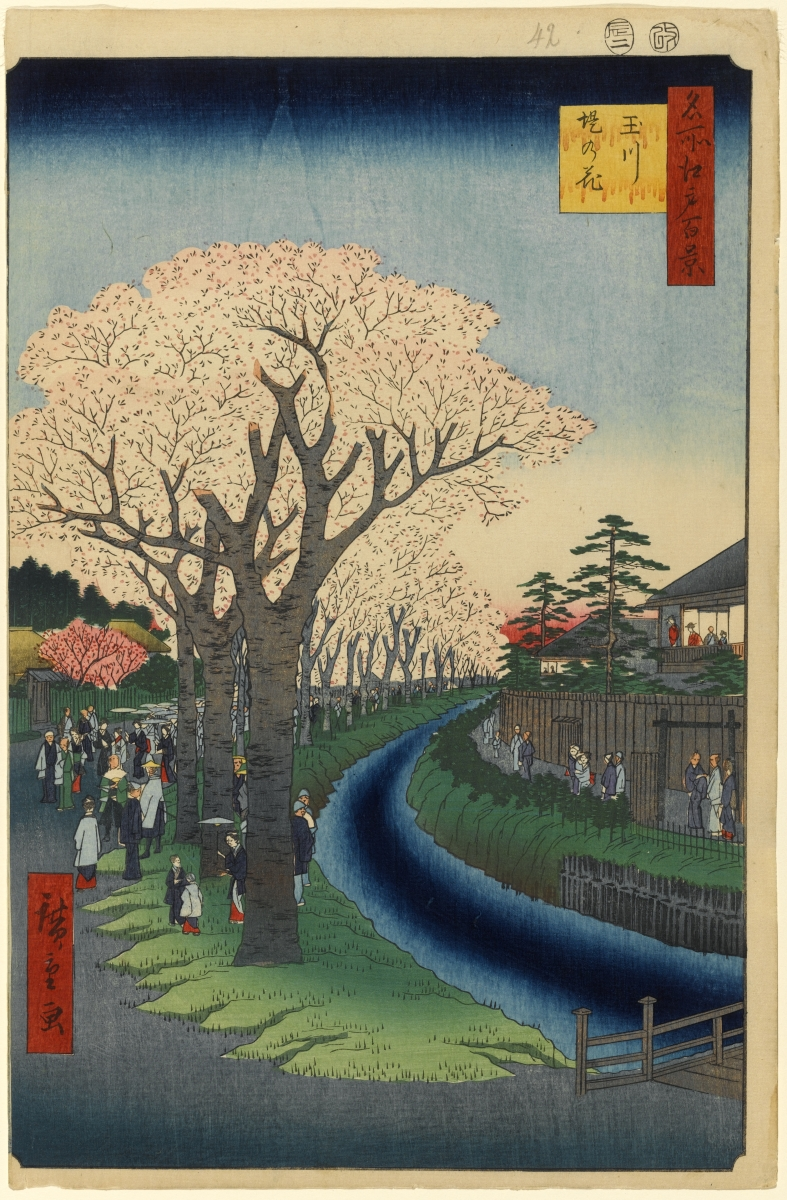
歌川広重『名所江戸百景』に描かれた玉川上水（玉川堤の花）。この場所は現在の新宿御苑の北縁にあたる。

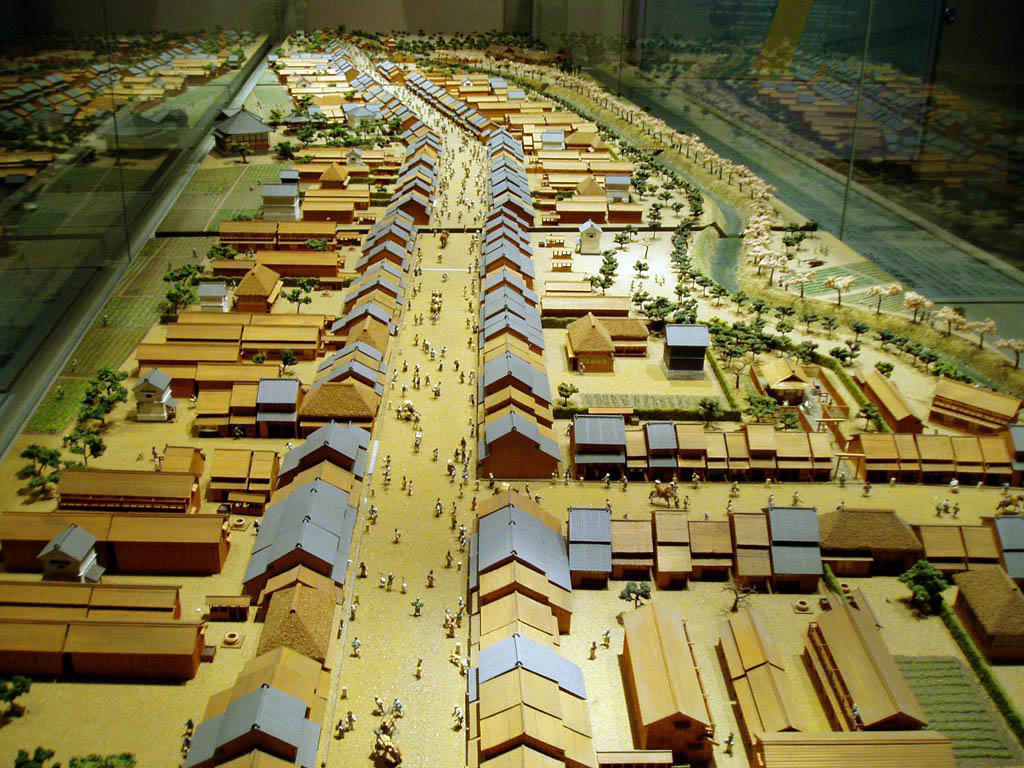
往時の甲州街道と玉川上水（新宿歴史博物館）。手前のT字路が新宿追分（現在の新宿三丁目交差点）、最奥部に大木戸の水番所が見える。

### 江戸期
- 1653年（承応2年）4月4日 - 開削工事開始。
- 同年11月15日 - 羽村 - 四谷大木戸間開通。
- 1654年（承応3年）11月 - 四谷大木戸 - 虎ノ門間が開通。江戸市中への通水が開始される。
- 1659年（万治2年） - 維持管理費用として水上修復料銀（みなかみしゅうりりょうぎん）の徴収が始まる。

### 近代
- 江戸幕府の滅亡とともに一時期厳重管理が途絶える。
- 1870年（明治3年）4月15日 - 通船が許可され、農産物等の水運が可能になる。
- 1872年（明治5年）4月15日 - 船員による汚染（とりわけ上水への放尿）事例多発のため、通船が再度禁止される。これ以降、首都東京の水源地として多摩地域（三多摩地区）の重要性が認識され、後の東京府編入の理由となったという。
- 1886年夏 - コレラ流行。多摩川上流でコレラ患者の汚物を流したとの流言が東京市内に広まる。
- 1890年（明治23年）3月 - 内務省の衛生局雇間技師バルトンが東京府下の水道建設のための調査設計報告書を提出。計画では、玉川上水路により多摩川の水を千駄ヶ谷村の浄水工場に導き、沈殿・ろ過した後、麻布及び小石川の給水工場へ送水し、浄水工場に併設された給水工場を含めて3箇所の給水工場からポンプ圧送あるいは自然流下で市内に配水しようとする構想だった。
- 1891年11月 - 前年のバルトン案を内務省技師補だった中島鋭治が再検討、浄水工場設置場所を千駄ヶ谷村から淀橋町に、給水工場設置場所を麻布・小石川から本郷・芝へ変更、さらに和田堀、淀橋間に新水路の築造する計画案に変更された。
- 1893年4月 - 東京市街の飲料水汚染防止のため、三多摩地区が神奈川県から東京府に移管される。
- 1898年12月1日 - 淀橋浄水場完成（現在の新宿副都心エリア）。原水は玉川上水を利用し、杉並区和泉から淀橋浄水場まで新水路を敷設（給水地は神田・日本橋地区であった）。
- 1899年1月 - 東京市全域に給水開始。
- 1901年6月 - 東京市が上水としての神田上水及び玉川上水（代田橋から四谷までの旧水路）を廃止。
- 1919年11月 - 北多摩郡三鷹村（現・三鷹市）の万助橋付近で児童が玉川上水に落ち、救出のために訓導・松本虎雄が殉職（井の頭恩賜公園の園内に碑がある）。
- 1921年12月8日 - 龍ヶ崎地震により損壊し、東京市は3日間断水した[19]。
- 1923年9月1日 - 関東大震災。豊多摩郡幡ヶ谷村付近など4箇所で新水路の一部が破損し、9月13日の復旧まで旧水路を使用した[19]（江戸時代に作られた旧水路は無事であった）。
- 1937年 - 現在の和泉給水所付近から淀橋浄水場まで甲州街道直下に導水管を新設。新水路は廃止。

### 現代
- 1948年6月13日 - 北多摩郡三鷹町（現・三鷹市）にて、太宰治が愛人山崎富栄と共に入水自殺。
- 1965年3月31日 - 浄水場機能の東村山浄水場への移転により、淀橋浄水場廃止。杉並区高井戸以東の水路は一部を残し暗渠化。千川上水取水分を除き、原水は小平監視所（東京都小平市、1963年完成）から東村山浄水場へ送水。
- 1967年 - 杉並区高井戸以東の水路の一部が中央自動車道建設用地に転用される。
- 1971年 - 大蔵省印刷局王子工場が千川上水からの取水を停止。以降、小平監視所以東ほぼ空堀化。ただし、三田用水への配水のため、境浄水場からは放水。
- 1974年8月 - サッポロビール恵比寿工場（現在の恵比寿ガーデンプレイス）の水道水への切り替えにより、三田用水も廃用となり、境浄水場からの放水も停止。
- 1986年8月27日 - 東京都の「清流復活事業」により、小平監視所以東に下水処理水を使用して水流が復活[21]。
- 2002年12月19日 - 東京地方裁判所で国と東京都間の調停が成立し、玉川上水の所有権が東京都に帰属することが確定。[22]
- 2003年8月 - 開削350年。文化財保護法に基づく国の史跡に指定。
- 2005年7月 - 「玉川上水保存管理計画策定に関する委員会」を東京都水道局内に設置。
- 2010年
  - 3月 - 桜の名所であった玉川上水堤の桜並木を復活させるため、『玉川上水・小金井桜整備活用計画』が立案され、新小金井橋から関野橋までの640mがモデル区域に指定され、95本のヤマザクラの苗木が補植された[23]。
  - 4月 - 新宿御苑北縁に、新宿区による「玉川上水・内藤新宿分水散歩道」（大銀杏区間）が完成[16]。
- 2017年9月 - 東京都水道局が東京水道名所の一つに選定[24][25]。

## 文化遺産としての保全・顕彰

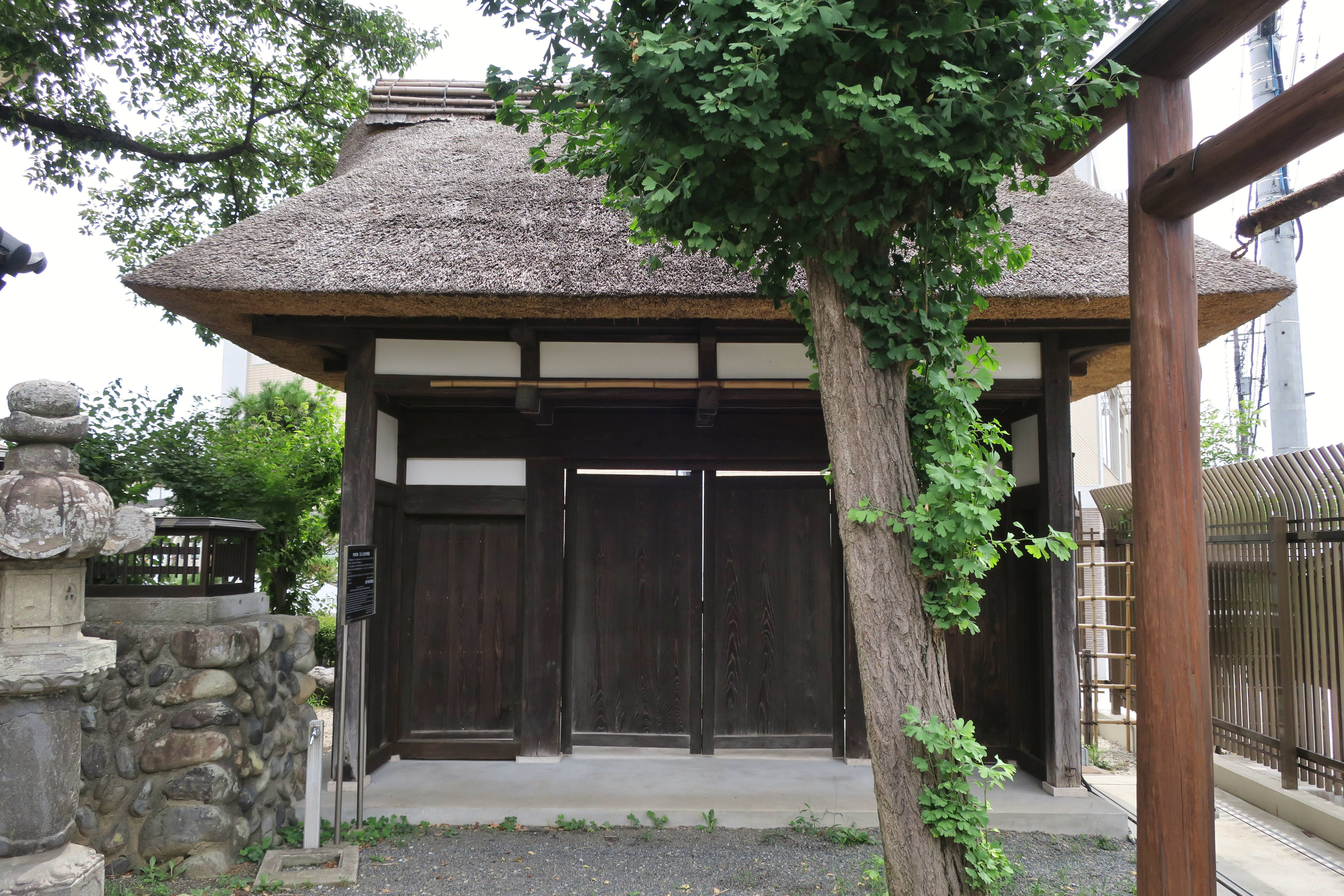
玉川上水羽村陣屋跡

### 文化財

#### 史跡指定
玉川上水は、近世初期における優れた測量技術に基づいた長大な土木構造物であり、当時の水利技術を理解していく上で重要であり、さらに、大都市江戸の用水供給施設として、また武蔵野台地における近世灌漑用水としても貴重な土木遺産であることから、2003年（平成15年）8月に国の史跡に指定された。指定範囲は、羽村取水口から四谷大木戸までの水路敷のうち開渠部分の約30.4キロメートルである。

#### その他の文化財
- 指田家文書（羽村市指定文化財） - 玉川上水水番人を務めた指田家における江戸中期から昭和後期までの文書群（羽村市郷土博物館収蔵）[26]。
- 玉川上水羽村陣屋跡（羽村市指定旧跡） - 玉川上水の管理のために幕府が置いた陣屋で、門のみが残る[26]。

### 民間による活動
約70団体が「玉川上水・分水網を生かした水循環都市東京連絡会」を組織しており、2019年に「市民が選んだ玉川上水・分水網関連遺構100選」をまとめ、世界遺産登録を目指している。